# Saison 1968-1969 des FAR de Rabat
Pour un article plus général, voir Association sportive des FAR (football).
Maillots
Chronologie
Saison précédente Saison suivante
La saison 1968-1969 des FAR de Rabat est la onzième de l'histoire du club. Cette saison débute alors que les militaires avaient remporté le championnat de la saison dernière. Le club est par ailleurs engagé en coupe du Trône.
Finalement, les FAR de Rabat sont éliminés en seizièmes de finale de la coupe du Trône et remportent le championnat.
Le bilan en championnat des FAR de Rabat s'est terminé favorable car sur 30 matchs joués, ils en gagnent 11, en perdent 4 et cèdent 15 nuls pour 25 buts marqués et 15 encaissés.

## Contexte et résumé de la saison passée des FAR de Rabat
Durant la saison dernière, les FAR de Rabat remportent le championnat du Maroc pour la cinquième fois de leur histoire avec au total plus de 82 points avec 17 victoires, 14 nuls et 3 défaites. Tandis qu'en coupe du Trône les FAR de Rabat remportent leur premier match dans le cadre des seizièmes de finale face à une équipe dont on ne connait pas le nom par manque d'informations puis ils affrontent le Wydad de Casablanca dans le cadre des huitièmes de finale ou après un  nul sur le score d'un but partout, les FAR réussissent à se hisser en quarts de finale en battant le Wydad aux tirs au but sur le score de 8-7. Ensuite pour le compte des quarts de finale, les FAR affrontent la Renaissance de Settat ou les FAR seront stopper après une défaite sur le score de deux buts à zéro. Les FAR ont aussi participé durant la saison dernière à une compétition africaine. Le premier match dans cette compétition pour les FAR eut lieu dans le cadre des tours préliminaires. Le match des FAR ne fut pas joué puisque leur adversaire gambien déclarèrent forfait. ensuite pour le compte du 1er tour, les FAR affrontent un club sénégalais du nom de Foyer France. Le match aller qui s'est déroulé au Maroc précisément à Rabat s'est terminé par une victoire des militaires sur le score de deux buts à zéro. ensuite dans le cadre du match retour joué à Dakar, les FAR battent les sénégalais sur le petit score d'un but zéro.
Continuant son parcours, les FAR doivent ensuite affronter les Nigérians du Stationery Stores. Le match aller s'est déroulé à Rabat et s'est terminé par une victoire des FAR sur le petit score d'un but à zéro. Mais une très grosse surpris eut lieu lors du match retour au Nigeria, lorsque les Nigérians réussissent à battre les FAR sur le score de deux buts à un ce qui voulait donc dire qu'une séance de tirs au but devait obligatoirement lieu et ce fut finalement les FAR qui réussirent à se qualifier pour les demi-finales. Finalement après un parcours incroyable lors de sa première participation à une compétition continental, les FAR se font éliminer en demi-finales face au tenant du titre qu'est le TP Englebert. Le match aller eut lieu au Congo démocratique et s'est terminé par un nul d'un but partout mais dans le cadre du match retour jouée au Maroc, les congolais réussissent finalement a battre les militaires sur le score de trois buts à un.
Au bilan lors de la saison dernières les FAR de Rabat remportent le championnat du Maroc et sont éliminés en quarts de finale de la coupe du Trône de football et en demi-finales de coupe d'Afrique des clubs champions.

## Saison
Lors de cette saison, l'Association Sportive des Forces Armées Royales participera au championnat du Maroc et à la Coupe du Trône de football. Il participera donc qu'à deux compétitions.

### Championnat
Le championnat du Maroc de football 1968-1969 est la 13e édition du championnat du Maroc de football. Elle oppose seize clubs regroupées au sein d'une poule unique où les équipes se rencontrent deux fois, à domicile et à l'extérieur. Deux clubs sont relégués en fin de saison.

#### Composition du championnat
Avec la relégation du Raja de Beni Mellal, du Kawkab de Marrakech, de l'AS Barid de Rabat et du Hassania d'Agadir, et avec la promotion de l'étoile de Casablanca et du CODM de Meknès. Les FAR se trouve donc lors de cette saison en compagnie de quinze équipes que sont :
Le F.U.S. : le Fath Union Sport de Rabat.
L'E.J.S.C. : l'Étoile jeunesse sportive de Casablanca.
Le W.A.C. : le Wydad Athletic Club.
Le R.C.A. : le Raja Club Athletic.
Le M.C.O. : le Mouloudia Club d'Oujda.
Le D.H.J.: le Difaâ Hassani d'El Jadida.
Le R.A.C : le Racing Athletic de Casablanca.
Le S.M. : le Stade Marocain.
Le K.A.C. : le Kénitra Athlétic Club.
Le T.A.S. : le Tihad Athlétique Sport.
Le M.A.S. : le Maghreb Association Sportive.
La R.S.S. : la Renaissance Sportive de Settat.
Le C.O.D.M. : le CODM de Meknès.
L'U.S.K. : l'Union de Sidi Kacem.
et le S.C.C.M. : le Chabab Mohammédia.
Cette saison représente donc la onzième année de football de l'histoire des FAR de Rabat, il s'agit surtout de sa neuvième en première division. On peut signaler aussi la présence du Stade Marocain et du FUS de Rabat. Il y a donc dans ce championnat seulement trois équipes basée dans la ville de Rabat. Tandis qu'il y a cinq clubs qui représente la ville de Casablanca dans ce championnat.

#### Classement final
Durant cette saison le championnat du Maroc était composée au total de 16 équipes dont trois étaient basé dans la ville de Rabat et cinq dans la ville de Casablanca. Le système de point durant cette saison est de trois points pour une victoire, deux pour un nul et un pour une défaite. Et lors de cette saison deux clubs seront relégués pour pouvoir jouer la saison prochaine un championnat composée du même nombre d'équipes.
|     | Club                               | Points | Joués | Victoires | Nuls | Défaites | Buts + | Buts - |
| --- | ---------------------------------- | ------ | ----- | --------- | ---- | -------- | ------ | ------ |
| 1.  | Wydad de Casablanca                | 73     | 30    | 16        | 11   | 3        | 34     | 17     |
| 2.  | Maghreb de Fès                     | 68     | 30    | 14        | 10   | 6        | 31     | 20     |
| 3.  | FAR de Rabat                       | 67     | 30    | 11        | 15   | 4        | 25     | 15     |
| 4.  | FUS de Rabat                       | 61     | 30    | 9         | 13   | 8        | 25     | 25     |
| 5.  | Chabab Mohammédia                  | 60     | 30    | 11        | 8    | 11       | 36     | 33     |
| 6.  | Mouloudia d'Oujda                  | 60     | 30    | 11        | 8    | 11       | 34     | 35     |
| 7.  | Union Sidi Kacem                   | 60     | 30    | 9         | 12   | 9        | 25     | 26     |
| 8.  | KAC de Kénitra                     | 59     | 30    | 10        | 9    | 11       | 25     | 28     |
| 9.  | Renaissance de Settat              | 59     | 30    | 10        | 9    | 11       | 27     | 30     |
| 10. | Association des Douanes Marocaines | 59     | 30    | 7         | 15   | 8        | 21     | 27     |
| 11. | Difaâ d'El Jadida                  | 58     | 30    | 6         | 16   | 8        | 37     | 35     |
| 12. | TAS de Casablanca                  | 58     | 30    | 5         | 18   | 7        | 26     | 25     |
| 13. | Raja de Casablanca                 | 57     | 30    | 5         | 17   | 8        | 21     | 23     |
| 14. | Étoile de Casablanca               | 57     | 30    | 5         | 17   | 8        | 24     | 28     |
| 15. | Stade Marocain                     | 54     | 30    | 5         | 14   | 11       | 25     | 29     |
| 16. | CODM de Meknès                     | 50     | 30    | 6         | 6    | 16       | 29     | 48     |

Finalement, c'est le Wydad de Casablanca qui remporte le championnat avec au total 73 points soit 16 victoires, 11 nuls et seulement 3 défaites, en ayant cinq points d'avance sur son dauphin qu'est le Maghreb de Fès. Les clubs relégués en seconde division lors de cette saison sont le Stade Marocain et le CODM de Meknès. Les clubs promus en première division sont le Raja de Beni Mellal et l'AS Salé.

### Coupe du Trône
La saison 1968-1969 de la coupe du Trône de football est la treizième édition de la compétition. Ayant comme champion le Racing de Casablanca lors de l'édition précédente, cette compétition est la seconde plus importante du pays. Étant une équipe de première division, les FAR débutent cette compétition en seizièmes de finale.

## Bilan
Au bilan durant cette saisons, les FAR de Rabat atteignent la place de troisième dans le championnat du Maroc de football avec au total plus de 67 points soit 11 victoires, 15 nuls et 4 défaites. Son parcours en coupe du Trône a commencé en seizièmes de finale puisque ceux-ci sont en première division. Le résultat pour les seizièmes de finale est inconnu et on ne sais pas qui il a affronté également mais il a surement gagné ce match puisqu'il passe ce stade puis dans le cadre des huitièmes de finale, ils affrontent la renaissance de Settat, club qui a éliminé les FAR lors des deux dernières saisons en coupe du Trône. La rencontre s'est d'abord joué à Rabat et après un nul sur le score d'un but partout, la FRMF décide de refaire jouer le match et puis dans le cadre de ce match d'appui, les FAR se font finalement éliminer à Settat sur un score de trois buts à deux.